# DreamWorks Super Star Kartz
DreamWorks Super Star Kartz è un gioco di corse di kart basato sui personaggi della DreamWorks Animation, tra cui Shrek, Madagascar, Mostri contro alieni, e Dragon Trainer. È uscito il 15 novembre 2011 nel Nord America, mentre in Europa il 18 novembre 2011. La versione per il Wii, utilizza il Wii Wheel. Questo è stato l'ultimo videogioco della DreamWorks Animation pubblicato dalla Activision.

## Personaggi

### Piloti
- Shrek
  - Shrek, Donkey, Fiona, Shrek Cavaliere
- Madagascar
  - Alex, Marty, Skipper, Captain Skipper, Ceremonial Alex
- Dragon Trainer
  - Hiccup, Sdentato
- Mostri contro alieni
  - B.O.B.

### Fan
- Shrek
  - I tre porcellini, Pinocchio, I tre topini ciechi, Omino di Pan di Zenzero
- Madagascar
  - Gloria, Melman, King Julien, Maurice, Mortino
- Dragon Trainer
  - Astrid, Tempestosa, Rutto e Vomito, Muscolone
- Mostri contro alieni
  - Dr. Cockroach, The Missing Link, Ginormica, Insectosaurus

## Piste
- Wind Cup
  - Shrek's Swamp
  - Madagascar
  - Dragon Island
- Cloud Cup
  - Far Far Away
  - Central Park Zoo
  - Gallaxhar's Ship
- Sun Cup
  - Africa
  - Island of Berk
  - Dragon's Keep
- Moon Cup
  - Shrek's Swamp Night
  - Island of Berk Night
  - Africa Night

## Modalità di gioco
Il gameplay è molto simile a quello della serie Mario Kart.